# 154714 de Schepper
154714 de Schepper è un asteroide della fascia principale. Scoperto nel 2004, presenta un'orbita caratterizzata da un semiasse maggiore pari a 2,4718585 UA e da un'eccentricità di 0,1209922, inclinata di 8,13606° rispetto all'eclittica.
L'asteroide è dedicato a Mieke de Schepper, vittima di un tumore al seno.